# Totem (program komputerowy)
Totem – domyślny odtwarzacz multimediów dla środowiska GNOME. Program może korzystać z silników GStreamer lub Xine. Totem potrafi odtwarzać różnorakie multimedia, muzykę i pliki wideo. Obsługuje również listy odtwarzania i strumieniowy transfer danych, dzięki czemu można wykorzystywać go do słuchania programu internetowych stacji radiowych. Aby odtworzyć strumień, należy z menu wybrać „Film/Otwórz z położenia” i w wyświetlonym polu wprowadzić odpowiedni adres internetowy. Totem w pełni obsługuje menu płyt DVD, dzięki czemu można poruszać się po nim za pomocą myszy.
Totem obsługuje także system LIRC (ang. Linux InfraRed Control), dzięki czemu do obsługi mediów można używać pilota zdalnego sterowania.
Podobnie jak ma to miejsce w większości graficznych aplikacji GNOME, również odtwarzacz Totem można obsługiwać za pomocą skrótów klawiszowych, oto kilka najczęściej wykorzystywanych:
- B – powrót do poprzedniego rozdziału lub filmu na płycie
- F – przełączanie do trybu pełnoekranowego (w trybie pełnoekranowym w górnym prawym rogu wyświetlana jest ikona, która umożliwia powrót do trybu okienkowego)
- H – ukrywane są wszelkie elementy sterujące (aby je wyświetlić, należy ponownie wcisnąć klawisz H)
- N – przejście do następnego rozdziału lub filmu na płycie
- F9 – ukrywanie i przywoływanie bocznego panelu
- Page-Up – zwiększanie głośności
- 'Page-Down– zmniejszanie głośności

Po zakończeniu seansu należy wybrać z menu „Film/Wysuń płytę” (lub użyć skrótu klawiszowego Ctrl + E), dzięki czemu będzie można wyjąć nośnik z napędu.
Program odtwarza między innymi:
- filmy DVD (z menu)
- filmy VCD
- filmy AVI (z napisami)